# Van Hool 314/3
Le Van Hool 314/3 est un autobus produit par la marque belge Van Hool de 1974 à 1976.